# Suharto

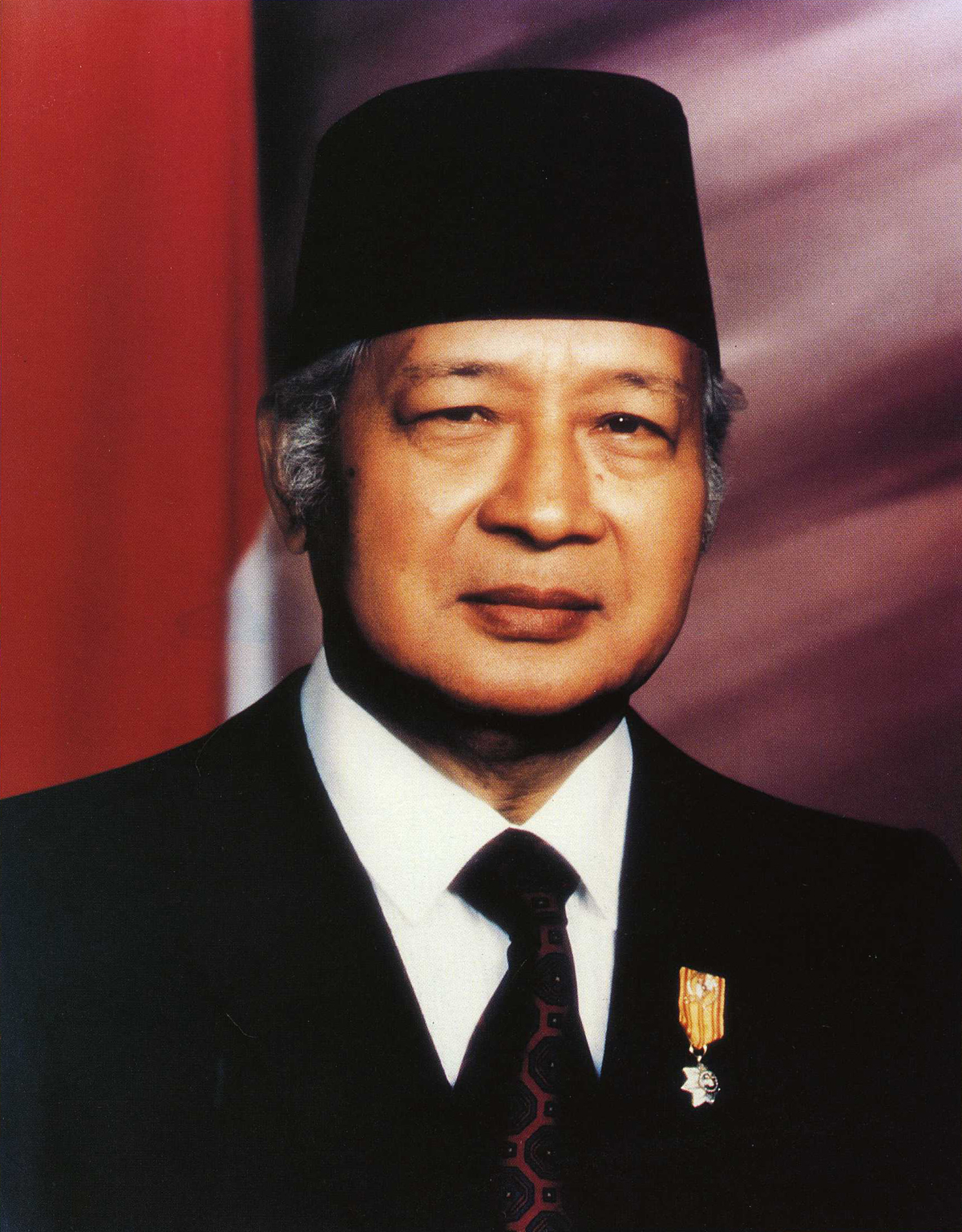
General Suharto (1993)

Haji Mohamed Suharto (nach der Orthographie bis 1972 Soeharto; * 8. Juni 1921 in Kemusuk bei Argamulya auf Java, Niederländisch-Indien; † 27. Januar 2008 in Jakarta, Indonesien) war der zweite indonesische Staatspräsident und Kostrad-General. Er regierte das Land von 1967 bis 1998 diktatorisch und gilt als einer der Initiatoren der Massaker in Indonesien 1965–1966.

## Leben und politische Karriere

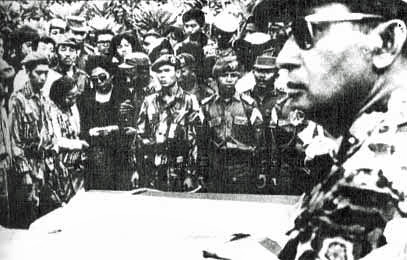
Suharto bei einer Beerdigung von Offizieren 1965

Suharto war General und stand an der Spitze eines Militärputsches im Jahr 1965, mit dem die traditionell konservativen Streitkräfte auf vorangegangene Proteste linksgerichteter Studenten und einen missglückten angeblich kommunistischen Putschversuch reagierten. Nach der faktischen Absetzung des ersten indonesischen Präsidenten seit der indonesischen Unabhängigkeit (1949), Sukarno, fungierte Suharto ab 1966 zunächst als Regierungschef, ab 1967 dann als amtierender Staatschef. Am 27. März 1968 wurde er auch offiziell Präsident und übte dieses Amt bis 1998 diktatorisch aus. Um die Abkehr von der linksnationalistischen Politik, der Nasakom, seines Vorgängers zu unterstreichen, proklamierte der neue Machthaber den Beginn einer „Neuen Ordnung“ (Orde Baru).

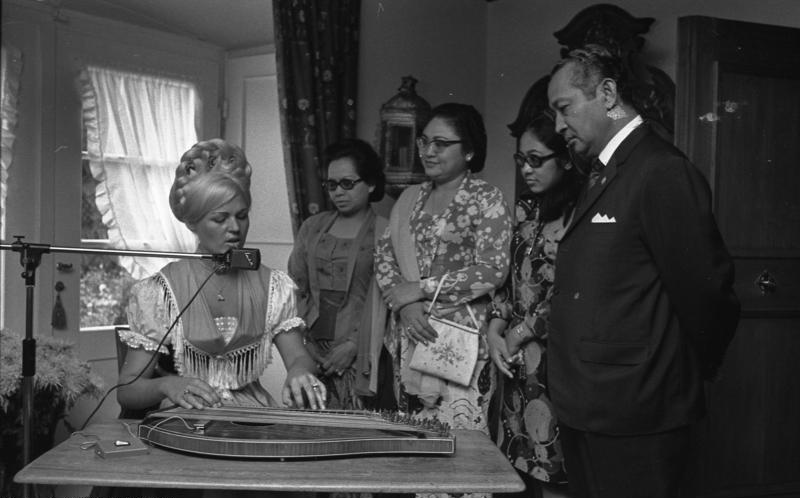
Suharto 1970 in der Bundesrepublik Deutschland auf Staatsbesuch

Während seiner Amtszeit und im Kontext des Kalten Krieges zeigte sich Suharto vor allem gegenüber wirtschaftlichen Investitionen der NATO-Staaten sehr offen. Seine enge Kooperation mit den USA und seine wirtschaftsliberale Wirtschaftspolitik brachten dem Antikommunisten im Westen zusätzlich Prestige ein. Suharto besuchte zweimal die Bundesrepublik Deutschland, zuerst 1970 und ein weiteres Mal im Juli 1991.

## Innenpolitik
In der Innenpolitik zeigte der General große Grausamkeit und schaltete jegliche Opposition aus. Während seiner Machtergreifung wurden beim Massaker in Indonesien 1965–1966 nach verschiedenen Schätzungen zwischen 400.000 und einer Million Kommunisten und regierungskritische Studenten ermordet. Gleichzeitig mit ihrer Ermordung fand auch ein Völkermord an den Chinesen Indonesiens statt. Mehrere islamische Gruppen unterstützten aktiv das blutige Vorgehen gegen die Kommunisten.
Die danach errichteten Internierungslager kommentierte Suharto so: „Überall im Land finden Prozesse statt, aber bei einer so großen Zahl braucht man eben Zeit, bis alle an die Reihe kommen.“

### Menschenrechtsverletzungen
In Suhartos Herrschaftszeit fallen außerdem die völkerrechtswidrige Besetzung Osttimors 1975 und die anschließenden Massaker dort, bei denen mehr als ein Drittel aller Einwohner umgebracht wurde. In dem zur Provinz „Irian Jaya“ umbenannten Westneuguinea kam es unter Suharto ebenfalls zu schweren Menschenrechtsverletzungen, als einheimische Papua ermordet und vertrieben wurden. Gleichzeitig betrieb die Regierung die Ansiedlung moslemischer Indonesier in der Provinz und die rücksichtslose wirtschaftliche Ausbeutung der reichen natürlichen Ressourcen.
Obwohl das seit der Staatsgründung gültige Prinzip der Pancasila weiterhin Bestand hatte, das neben dem Islam vier weitere Glaubensrichtungen offiziell anerkennt, zeigte sich Suharto ab den 80er Jahren zunehmend weniger tolerant in Religionsfragen. Unter anderem ließ er in dieser Zeit islamische Rechtselemente in die Rechtsprechung aufnehmen und entließ nichtmuslimische Minister aus der Regierung, was als Verstoß gegen das Pancasila-Prinzip gewertet wurde. Die bereits unter Sukarno begonnene rechtliche Diskriminierung der chinesischen Minderheit wurde in der „Neuen Ordnung“ massiv fortgesetzt.

## Außenpolitik
Indonesien pflegte unter Suhartos Führung durchaus gute Kontakte zum Westen. So waren die USA in jener Zeit der wichtigste Handelspartner. Die westliche Presse war Suharto gegenüber vorwiegend wohlwollend eingestellt. Selbst die kritische New York Times beschrieb den Diktator anlässlich des Besuchs Richard Nixons am 27. Juli 1969 als bescheidenen, vertrauensvollen Menschen, der „mit Hilfe eines exzellenten Teams von Ökonomen bemerkenswert erfolgreiche“ Politik mache. Die von ihm gestürzten und zum großen Teil ermordeten Politiker der Vorgängerregierung stellte die Zeitung auf eine Ebene mit marodierenden „kommunistischen Tötungseinheiten“.
Insbesondere zur Bundesrepublik Deutschland baute Suharto gute Beziehungen auf. Mit dem damaligen Bundeskanzler Helmut Kohl, der Indonesien viermal während seiner Amtszeit besuchte, entstand eine lebenslange Freundschaft.
Das indonesische Militär profitierte während des Osttimor-Massakers, aber auch noch danach, von westlichen Rüstungslieferungen.

## Rücktritt

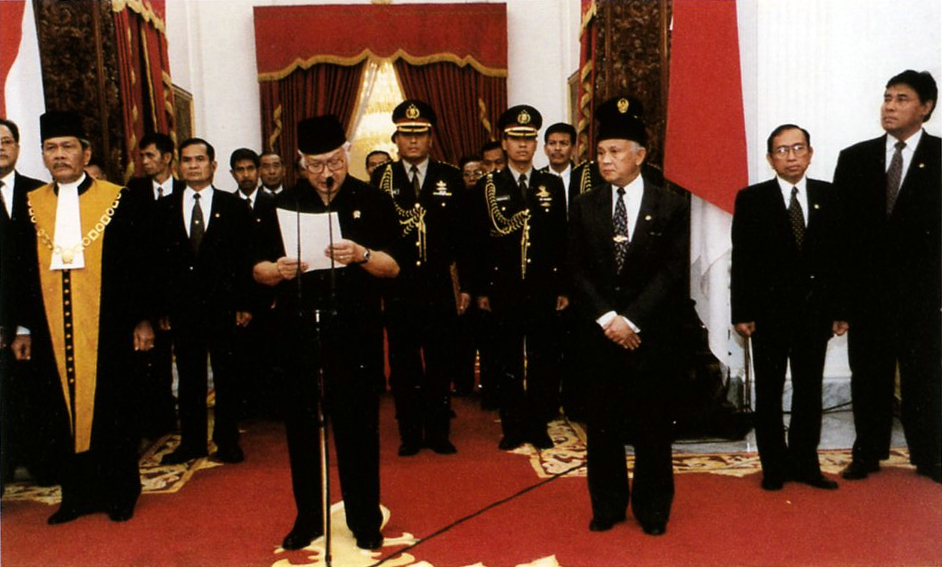
Suharto verkündet am 21. Mai 1998 seinen Rücktritt vom Präsidentenamt

Nach lang anhaltenden Studentenprotesten und vor dem Hintergrund der Asienkrise musste der seit 1967 herrschende Suharto am 21. Mai 1998 zurücktreten. Zuvor war es noch zu einem neuerlichen Pogrom an der chinesischen Minderheit gekommen, das von Suhartos Schwiegersohn Prabowo Subianto organisiert worden sein soll. Neuer Präsident wurde der von ihm als Nachfolger ausgesuchte Bacharuddin Jusuf Habibie.

## Gerichtsverfahren wegen Korruption
Nach dem Ende seines Regimes wurde Suharto wegen Korruption vor Gericht gestellt. Ihm wurde vorgeworfen, mindestens 571 Millionen US-Dollar öffentlicher Gelder veruntreut zu haben. Am 28. September 2000 wurde das Verfahren aus Gesundheitsgründen eingestellt.

## Familie und Tod
Suharto war verheiratet mit Raden Ayu Siti Hartinah, auch Siti Hartinah Suharto in anderer Schreibweise: Siti Hartinah Soeharto, bekannt in Indonesien als „Ibu Tien / Madam Tien“ (* 23. August 1923, † 28. April 1996), die als höchst einflussreiche Beraterin Suhartos galt. Suharto und Siti Hartinah hatten sechs Kinder: Siti Hardiyanti Rukmana (Tutut), Sigit Harjojudanto (Sigit), Bambang Trihatmodjo (Bambang), Siti Hediati (Titiek), Hutomo Mandala Putra (Tommy) und Siti Hutami Endang Adiningsih (Mamiek), sowie elf Enkel und mehrere Urenkel.
Suhartos Tochter Siti Hediati Harijadi war mit Prabowo Subianto verheiratet. Sein Sohn Bambang Trihatmodjo war als Investor u. a. im Hotelgewerbe tätig.
Der jüngste Sohn Tommy Suharto (vollständiger Name: Hutomo Mandala Putra), geboren am 15. Juli 1962, wurde 2002 der Anstiftung zum Mord an Richter Syafiuddin Kartasamita, einem Mitglied des obersten Gerichtshofs, schuldig gesprochen.
Am 27. Januar 2008 starb Suharto nach langer Krankheit in einem Krankenhaus der indonesischen Hauptstadt Jakarta. Am folgenden Tag wurde er in Surakarta mit militärischen Ehren bestattet.